# Сучков, Павел Александрович
Павел Александрович Сучков (21 ноября 1992, Москва) — российский хоккеист, вратарь. Воспитанник хоккейной школы московского ЦСКА.

## Карьера
Начал выступать на уровне чемпионатов Москвы и регионов, в основном за юниорские команды московских «армейцев». После мемориала Ивана Глинки 2009 года, начал выступать в составе «Красной Армии». Участник первого в истории матча МХЛ.
С 2010-го по 2012-й год, был в система клуба ВХЛ, пензенский «Дизель». Выступал как и за основной состав, так и за аффилированные клубы: «Дизель-2» и «Дизелист».
Не раз привлекался в юниорскую и молодежную сборную России на международные турниры, такие как Европейский трофей, Мировой Кубок Вызова, Европейский юношеский олимпийский фестиваль, Мемориал Ивана Глинки, Subway Super Series.
В сезоне КХЛ 2012/2013 подписал контракт, с московским «Спартаком». Начал выступать за молодёжную команду «МХК Спартак». Впервые, появился в заявке в матче КХЛ, 10 октября, на матч против «ЦСКА», но на лёд так и не вышел. Дебют в КХЛ, у Павла, состоялся в домашней игре против магнитогорского «Металлурга» в третьем периоде, при счете 2:6 в пользу соперника. Павел удачно вступил в игру, за оставшееся время отразил 11 бросков и пропустил одну шайбу. В следующем матче «спартаковцев», против московского «Динамо», также появился в третьем периоде, при счете 5:2 в пользу соперника. За оставшиеся 20 минут, отразил 9 шайб и не пропустил. После этого матча, весь ноябрь попадал в заявки на матчи. 29 апреля 2013 года, комиссия по предварительному рассмотрению НП «РУСАДА» на основании полученных из ФГУП «Антидопинговый центр» заключений, выявила у Павла наличие запрещенной субстанции в пробе «А», в связи с чем хоккеист был отстранён от участия в учебно-тренировочных сборах и соревнованиях до принятия решения о наличии нарушения антидопинговых правил и последствиях..
В сезоне 2013/2014 защищал ворота ХК «Липецк», выступающего в ВХЛ.
Далее, после недолгой командировки в польшу, где Павел выступал в составе «Полонии», перебрался в Открытый чемпионат Казахстана по хоккею, где в сезоне 2014/2015 выступал за карагандинский ХК «Беркут». В сезоне 2015/2016 выступал  за «ХК Темиртау», который является фарм-клубом карагандинской «Сарыарки».
В сезоне 2016/2017 подписал контракт с клубом ВХЛ — ХК «Кристалл». В 2018 году выступал в составе ХК «Ростов» в Первенстве ВХЛ, после чего завершил профессиональную карьеру.
С 2018 года по наст. время - тренер вратарей. Хоккейный эксперт и комментатор на телеканале КХЛ-ТВ.

## Достижения
- Победитель Европейского юношеского олимпийского фестиваля в составе сборной России
- Бронзовый призёр ВХЛ сезона 2011/2012
- Серебряный призёр МХЛ сезона 2012/2013